# Ruellia hapalotricha
Ruellia hapalotricha är en akantusväxtart som beskrevs av Gustav Lindau. Ruellia hapalotricha ingår i släktet Ruellia och familjen akantusväxter. Inga underarter finns listade i Catalogue of Life.